# Anton Faverey
Anton Faverey (Paramaribo, 1905 - aldaar, 1981) was een Surinaams onderwijzer, kunstenaar en musicus. In de kunst heeft hij werk nagelaten als tekenaar, schilder en decorbouwer. Als cellist speelde hij af en toe in klassieke orkesten.

## Biografie
Anton Faverey was een leerling van de Griekse kunstenaar John Pandellis, die van 1922 tot rond 1930 in Paramaribo woonde en werkte. Zijn zoon, Hans Faverey (1933-1990), vertrok als jong kind naar Nederland en werd bekend als dichter.
Een schilderij dat Anton Faverey op relatief jonge leeftijd maakte was van zijn leeftijdsgenoot, de dichter en schrijver Albert Helman. Op de terugvondst ervan in 2011 in het depot van het Surinaams Museum werd enthousiast gereageerd.
Hij was onderwijzer van beroep en bleef daarnaast actief als kunstenaar. Hij heeft onder meer karikaturen getekend voor de Fransman Jauneau, de directeur van het Franse telegraafkantoor in Paramaribo die tevens actief was als karikaturist. In 1945 organiseerde de Surinaamse Jeugd een tentoonstelling in Club J.P.F. waar ook Favereys tekeningen werden getoond. In 1949 maakte Willem Sandberg, de directeur van het Stedelijk Museum Amsterdam, een bezoek aan Suriname waarbij hij ook hem aandeed. Sandberg vroeg hem toen of hij exemplaren naar Nederland wilde opsturen.
In 1955 zond hij werk in tijdens een competitie die door Alcoa werd georganiseerd in veertien landen in de Caraïben. Hieraan was een prijzengeld van negenduizend dollar verbonden. Hij behoorde tot de negen prijswinnaars en van hun werk werd een expositie in The National Academy of Design in New York gehouden. Tijdens het bezoek van prinses Beatrix aan Suriname in 1958 was hij een van de kunstenaars van wie werk werd geëxposeerd in het Kabinet van de Gouverneur. Een week later werd deze tentoonstelling opengesteld voor het publiek.
In 1950 bouwde Faverey het decor van Grontapoe na Hasitere, een toneelspel in drie bedrijven. Dit werd onder leiding van het Cultureel Centrum Suriname georganiseerd met hoofdrollen voor Sophie Redmond, Paul Velder en Paul Storm. Daarnaast was hij muzikaal actief als cellist. In 1949 speelde hij in een orkest in Theater Thalia en een jaar later tijdens de opvoering van Messiah van Händel die werd georganiseerd door de Stadszending van de EBGS. Ook speelde hij mee tijdens de Tweede Mozart Viering in het Mozartjaar 1956 die georganiseerd werd door de Surinaamse Kamermuziek Vereniging.
Anton Faverey overleed in 1981; hij is ongeveer 76 jaar oud geworden.
In 2019 kwam postuum aandacht voor zijn nalatenschap, toen werk van hem en tien andere kunstenaars geselecteerd werd voor een expositie in Arti et Amicitiae in Amsterdam. In Paramaribo is de Anton Favereystraat naar hem vernoemd.